# Calle Lavalle
Pour les articles homonymes, voir Lavalle.

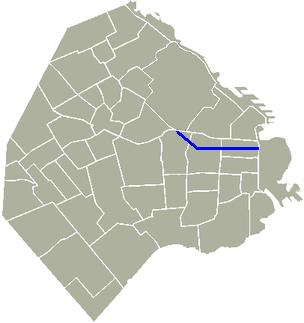

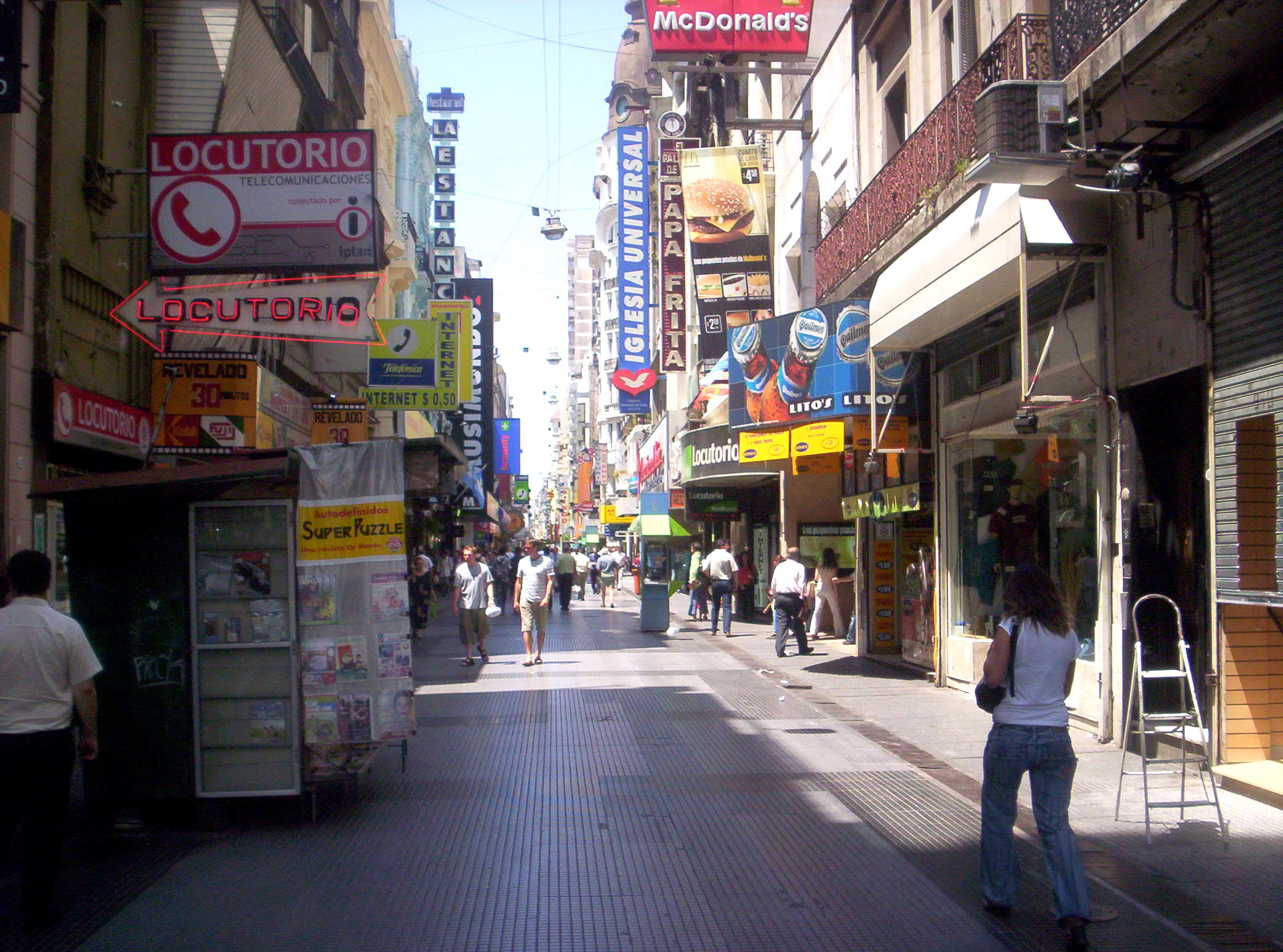
Calle Lavalle

La Calle Lavalle est une rue commerçante du centre de la ville de Buenos Aires, capitale de l'Argentine.
Son parcours est orienté d'est en ouest. Elle nait à l'est, dans l'avenida Eduardo Madero, aux limites du quartier de Puerto Madero et à 100 mètres à peine du Luna Park, et se dirige vers l'ouest parallèlement à l'Avenida Corrientes qui court 100 mètres au sud, et à la Calle Tucumán qui fait de même 100 mètres au nord. 
Elle traverse ainsi tout le quartier de San Nicolás.
Après avoir croisé la Calle San Martín, elle devient piétonnière. Elle est alors le centre du quartier des cinémas, et croise l'autre grande artère piétonnière de la ville, la Calle Florida. Elle reste piétonnière jusqu'au croisement avec la large Avenida 9 de julio, qu'elle traverse. Elle aboutit peu après à la Plaza Lavalle, dont elle constitue le côté sud. Puis elle longe la façade sud de la Cour Suprême et continue son parcours vers l'ouest, quittant progressivement le centre historique de la cité.

## Métro
Il y a plusieurs stations de métro pour accéder à la Calle Lavalle : station "Florida" (Ligne ), station "Tribunales" (Ligne ) et station "Lavalle" (Ligne ) qui, offrent une communication facile vers la plupart des endroits importants de la capitale.